# Didissandra elongata
Didissandra elongata là một loài thực vật có hoa trong họ Tai voi. Loài này được (Jack) C.B.Clarke mô tả khoa học đầu tiên năm 1883.